# 芳川顕正
芳川 顕正（よしかわ あきまさ、天保12年12月10日〈1842年1月21日〉- 大正9年〈1920年〉1月10日）は、日本の官僚・政治家。旧姓は原田、高橋、幼名は賢吉。号は越山。栄典は従一位勲一等伯爵。
官僚時代は、藩閥の後ろ盾がなく苦労するが、銀行制度の確立に貢献。山縣有朋に認められて政界へ進出した。東京府知事（第8代）、貴族院議員。司法大臣（第5代）、文部大臣（第3代）、内務大臣（第12・16・23代）、逓信大臣（第9・12代）、枢密院副議長（第4代）を務めた。東京府知事では市区改正や築港に尽力し、第1次山県内閣の文部大臣では教育勅語の制定に関与した。

## 来歴
阿波国麻植郡山川町（現・徳島県吉野川市）で医師であった原田民部の5人兄弟の末子として生まれる。母は慶子原田家は先代より医療行為を仕事としていたという。少年の頃、近隣の富豪原田辰次郎のもとへ商売見習いに遣わされる。
幼少期の名は原田賢吉。浅野玄碩より医学を学び、21歳の時に徳島市の医師・高橋文昨の養子となり高橋賢吉と名乗った。
文久2年（1862年）、22歳の時に長崎に遊学するが、はしかに罹り数ヶ月で帰藩する。

元治元年（1864年）、長崎に再訪し、医師中村某の知遇を得てその塾頭となる。翌年には養生所（小島養生所）にて医学修業をする傍ら、何礼之に師事して英学を学び、瓜生寅と前島密が元治元年（1864年9月）に開設した倍社でも英学を学んだ。また、徳島からの長崎遊学生(長井長義や山田要吉)に洋学を講じた。

一時徳島に帰藩後、慶応3年（1867年）、27歳で3度目の長崎に到り、養生所（小島養生所）で医学と化学を修めるが、この養生所において、伊藤博文（俊輔）に会い、長崎にて交遊する。この時、英国帰りで会話はできても読み書きが不自由であった伊藤に英文法を教えたのが、後に官途につくきっかけとなった。
伊藤もこの時27歳で、同年8月（旧暦）に木戸孝允(桂小五郎)とともに、1ヶ月ほど長崎に滞在したのち、上京して再び長崎を訪れ、同年10月4日（旧暦）グラバー商会と汽船一隻借入の契約を結び、11月3日（旧暦）には薩摩藩士吉村荘蔵という仮名を使って大徳寺に寓居していた。大徳寺はフルベッキが居住した場所であるが、養生所はこの寺のすぐ上にあった。『伯爵芳川顕正小伝』によると、養成所を訪れた伊藤から英語の教授を頼まれて、翌日伊藤が寄寓する大徳寺を訪ねたとあり、伊藤が11月下旬（旧暦）に長崎を離れるまでの約2ヵ月ほどの間に英語を教えていたと思われる。
同慶応3年(1867年)、鹿児島に赴いて、海軍所の賓客として航海、数学、兵学書の翻訳を行ったのち、故郷の徳島で洋学教授を務める。
旧徳島藩士から維新後新政府に入ることになるが、明治元年(1868年)に芳川と改姓した。
明治3年（1870年）に大蔵省に出仕し、翌年にかけて伊藤博文と渡米し貨幣・金融制度の調査に従事する。明治5年（1872年）に大蔵省紙幣頭となり、工部大丞、工部大書記官、電信局長などを歴任した。明治12年（1879年）から翌年にかけてイギリスに出張して万国電信会議に出席。同15年（1882年）に東京府知事に就任する。
山縣有朋の側近として知られ、明治23年（1890年）に第1次山縣内閣で文部大臣に就任した。この際明治天皇は、「芳川には人気がない」として、就任に難色を示したが、山縣が説明を行って就任にこぎつけている。天皇は文相任命に際し、徳教に関する箴言の編纂を命じた（教育勅語の起案、具体化）。在任中に教育勅語の発布に尽力した。明治24年（1891年）、第1次松方内閣でも文相に留任。退任後に宮中顧問官となった。
明治26年（1893年）、第2次伊藤内閣で司法大臣に就任。続く第2次松方内閣では8日間の間留任し、清浦奎吾に跡を譲った。間の明治27年（1894年）に文部大臣を臨時兼任。明治29年（1896年）には内務大臣も兼任した。
明治31年（1898年）、第3次伊藤内閣で内務大臣に再び就任。次いで第2次山縣内閣で逓信大臣に就任。この年、子爵に叙爵されている。1900年（明治33年）11月28日、貴族院子爵議員の補欠選挙に当選した。
明治34年（1901年）、第1次桂内閣で再び逓信大臣に就任。その後の改造で一旦政府を去るが、明治37年（1904年）には内務大臣として内閣に復帰。明治40年（1907年）、日本花柳病予防協会（現在の性の健康医学財団）設立に伴い初代会長に就任。同年9月21日、伯爵に陞爵したため貴族院子爵互選議員を失職する。明治43年（1910年）から翌年まで國學院大学学長、皇典講究所総裁を務める。
大正元年（1912年）には枢密院副議長に就任するが、大正6年（1917年）に夫のある四女・鎌子がお抱え運転手・倉持陸助と不倫の挙句に心中未遂事件（千葉心中）を起こすという醜聞で枢密院副議長を辞任せざるを得なくなっている。
この間、大正4年（1915年）には南洋協会（異文化コミュニケーション財団の前身）設立に参画し初代会頭となっている。
大正9年（1920年）、腎臓炎のため79歳で死去。墓所は青山霊園
将棋を愛好しており、福沢諭吉、森有礼、服部金太郎らとともに名人小野五平の後援者であった。

## 家族
男子に恵まれず、四女の鎌子に子爵・曾禰荒助の次男を婿養子にとって家を継がせた（芳川寛治）。鎌子はお抱え運転手と心中未遂を起こし、千葉心中と呼ばれてスキャンダルとなった。三女の富子は藤田財閥2代目藤田平太郎の妻。

## 栄典
位階
- 1885年（明治18年）9月16日 - 従四位[15]
- 1886年（明治19年）10月20日 - 従三位[16]
- 1890年（明治23年）6月11日 - 従二位[17]
- 1920年（大正9年）1月10日 - 従一位[18]

爵位
- 1896年（明治29年）6月5日 - 子爵[19]
- 1907年（明治40年）9月21日 - 伯爵[20]

勲章等
| 受章年                     | 略綬 | 勲章名                   | 備考 |
| -------------------------- | ---- | ------------------------ | ---- |
| 1887年（明治20年）11月25日 |      | 勲二等旭日重光章         |      |
| 1889年（明治22年）11月25日 |      | 大日本帝国憲法発布記念章 |      |
| 1893年（明治26年）12月28日 |      | 勲一等瑞宝章             |      |
| 1902年（明治35年）2月27日  |      | 旭日大綬章               |      |
| 1906年（明治39年）4月1日   |      | 明治三十七八年従軍記章   |      |
| 1912年（大正元年）8月1日   |      | 韓国併合記念章           |      |
| 1915年（大正4年）11月10日  |      | 大礼記念章               |      |
| 1917年（大正6年）3月20日   |      | 旭日桐花大綬章           |      |

外国勲章佩用允許
| 受章年                    | 国籍           | 略綬 | 勲章名                                         | 備考 |
| ------------------------- | -------------- | ---- | ---------------------------------------------- | ---- |
| 1885年（明治18年）6月9日  | ハワイ王国     |      | 王冠勲章ナイトグランドオフィシル               |      |
| 1885年（明治18年）9月29日 | デンマーク王国 |      | ダコブログ勲章コマンドール・プルミエールクラス |      |

## 演じた俳優
- 山本武：『明治の群像』（1976年）
- 中村信郎：『愛・かなしくても愛　伯爵夫人の肖像』（1986年）